# Pergamasus
Pergamasus es un género de ácaros perteneciente a la familia Parasitidae.

## Especies
- Pergamasus alpestris (Berlese, 1903)
- Pergamasus alpinus (Berlese, 1903)
- Pergamasus atushiensis (Ma & Ye, 1999)
- Pergamasus barbarus (Berlese, 1905)
- Pergamasus belunensis Lombardini, 1962
- Pergamasus brevipes (Berlese, 1906)
- Pergamasus canestrinii (Berlese, 1884)
- Pergamasus clavornatus Athias-Henriot, 1967
- Pergamasus conspicillatus (Athias-Henriot, 1979)
- Pergamasus crassipes (Linnaeus, 1758)
- Pergamasus decipiens (Berlese, 1903)
- Pergamasus dentipes (C.L. Koch, 1839)
- Pergamasus digitulus (Karg, 1963)
- Pergamasus falculiger (Berlese, 1906)
- Pergamasus feistritzensis Schmolzer, 1995
- Pergamasus franzi Willmann, 1951
- Pergamasus giganteus Willmann, 1932
- Pergamasus hamatus (C.L. Koch, 1839)
- Pergamasus italicus Oudemans, 1905
- Pergamasus jurani (Schmolzer, 1996)
- Pergamasus koschutae (Schmolzer, 1995)
- Pergamasus kotschnae Schmolzer, 1995
- Pergamasus loculatus Tseng, 1995
- Pergamasus longicornis (Berlese, 1906)
- Pergamasus millisetosus Tseng, 1995
- Pergamasus minor (Berlese, 1892)
- Pergamasus mirifactus (Athias-Henriot, 1967)
- Pergamasus misellus (Berlese, 1903)
- Pergamasus norvegicus (Berlese, 1906)
- Pergamasus noster (Berlese, 1903)
- Pergamasus oxygynellus (Berlese, 1903)
- Pergamasus paenisellus (Karg, 1998)
- Pergamasus palatricus Athias-Henriot
- Pergamasus pampinatus Tseng, 1995
- Pergamasus patruelis (Athias-Henriot, 1979)
- Pergamasus physomastax (Athias Henriot, 1980)
- Pergamasus policentrus (Berlese, 1910)
- Pergamasus potschulensis Schnolzer, 1991
- Pergamasus prosapiaster (Athias-Henriot, 1979)
- Pergamasus pseudoalpestris (Schmolzer, 1995)
- Pergamasus quisquiliarum (Canestrini & Canestrini, 1882)
- Pergamasus rhopalogynus (Berlese, 1910)
- Pergamasus runcatellus (Berlese, 1903)
- Pergamasus runciger (Berlese, 1903)
- Pergamasus sagitta (Berlese, 1903)
- Pergamasus sanctusspirituensis Schmolzer, 1995
- Pergamasus shennongjiaensis (Ma & Liu, 1998)
- Pergamasus telluricus (Hennessey & Farrier, 1989)
- Pergamasus theseus (Berlese, 1903)
- Pergamasus tiberinus (G. Canestrini & R. Canestrini, 1882)
- Pergamasus tibiaspinalis Schmolzer, 1995
- Pergamasus tortulatus (Athias-Henriot, 1979)
- Pergamasus varpulus (Athias-Henriot, 1967)